# ネタンス (エトルリア神話)
ネタンス（英語: Nethuns）は、エトルリア神話において、当初は井戸であったが、後に海も含む水全般を司るとされた神。ケルト神話のネクタン、ペルシャ神話およびヴェーダ神話で同表記されているアパム・ナパトと共通の語源を有すると考えられており、大元はインド・ヨーロッパ祖語の"甥"や"孫"を意味する「*népōts」であると言われている。この説を踏まえると、エトルリアはウンブリア語の水の神である「*Nehtuns」（ローマ神話のネプトゥーヌス）からとった可能性がある。
エトルリアで実施されていた腸卜に用いる銅製器具、ピアチェンツァの肝臓（Liver of Piacenza）にも、略称であるNeθと表記されている。また、ドデカポリスの一つであるヴェトルニアの守護神として、イルカと三叉槍と共にケートスをモチーフとした被り物を冠した横顔が紀元前215年から211年に造幣されたコインに描かれている。
他にも、バチカン美術館が所蔵する銅鏡に「NETHUNS」と刻印されている。